# The Maverick (film 1952)
The Maverick è un film del 1952 diretto da Thomas Carr.
È un western statunitense ambientato nel Texas nel 1892 con Bill Elliott, Myron Healey e Phyllis Coates.

## Produzione
Il film, diretto da Thomas Carr su una sceneggiatura e un soggetto di Sidney Theil, fu prodotto da Vincent M. Fennelly per la Silvermine Productions e girato nel maggio 1952.

## Distribuzione
Il film fu distribuito negli Stati Uniti dal 14 dicembre 1952 al cinema dalla Allied Artists Pictures.